# 旅狐國際
旅狐國際股份有限公司（TRAVEL FOX INTERNATIONAL INC.），是將門國際企業與義大利鞋界著名設計師 MR. ALBERTO SALVUCCI於1988年合作成立的公司。

## 參照
- 將門

## 外部連結
- TRAVEL FOX SELECT - 旅狐精選 （页面存档备份，存于）（繁體中文）